# Allegiance (As Blood Runs Black)
Allegiance è il primo album in studio della band Deathcore As Blood Runs Black, pubblicato il 6 giugno 2006 dalla Mediaskare Records.
Dell'album sono stati prodotti i video di My Fears Have Become Phobias e di The Brighter Side Of Suffering.

## Tracce
1. Intro – 0:57
2. In Dying Days – 3:41
3. My Fears Have Become Phobias – 3:59
4. Hester Prynne – 3:38
5. Pouring Reign – 3:13
6. The Brighter Side Of Suffering – 4:54
7. The Beautiful Mistake – 4:34
8. Strife – 3:46
9. Beneath The Surface – 4:38
10. Legends Never Die – 3:44

## Formazione
- Chris Blair – voce
- Ernie Flores – chitarra
- Sal Roldan – chitarra
- Nick Stewart – basso
- Hector De Santiago "Lech" – batteria